# Zum goldenen Greif

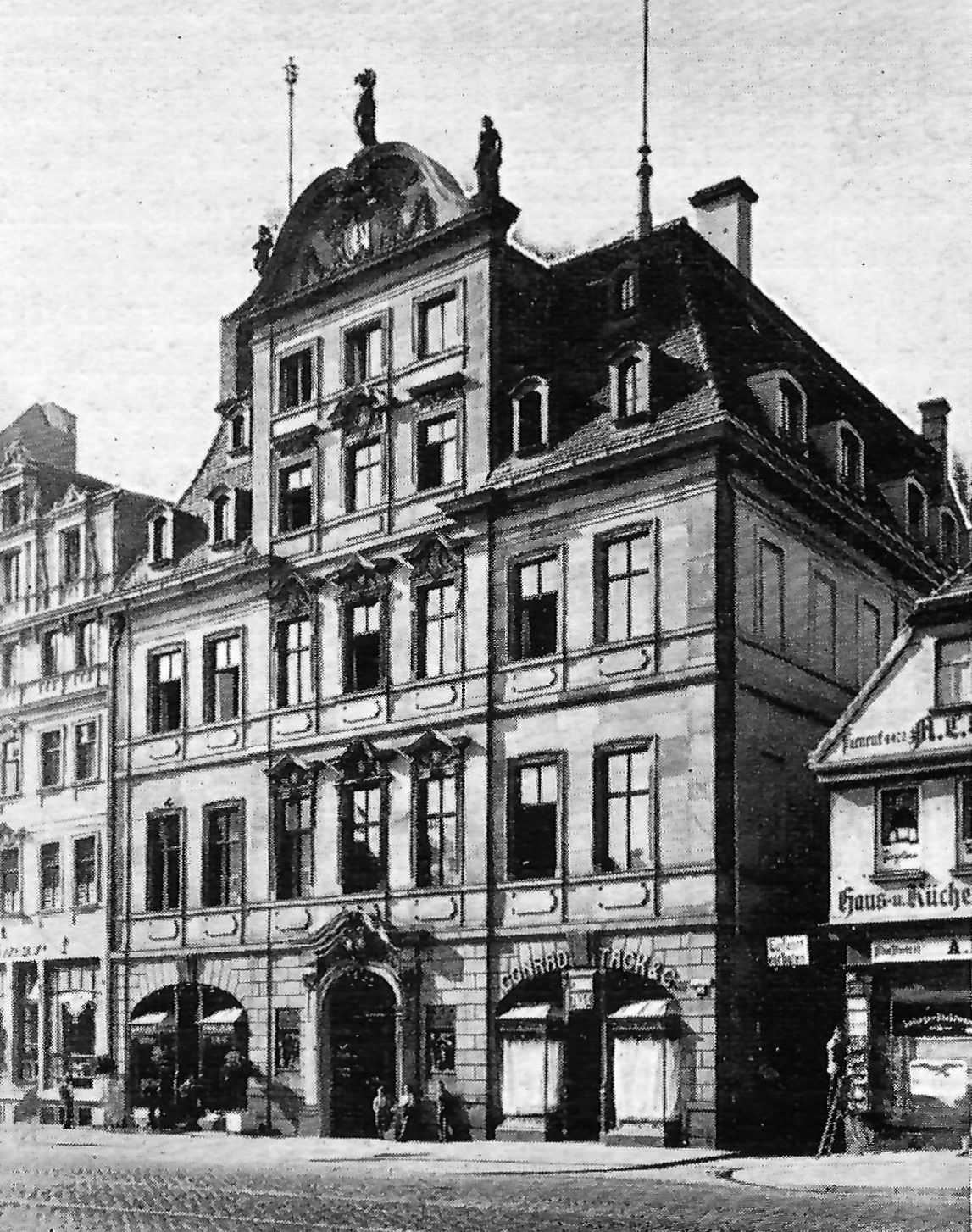
Haus Zum goldenen Greif in den 1920er Jahren

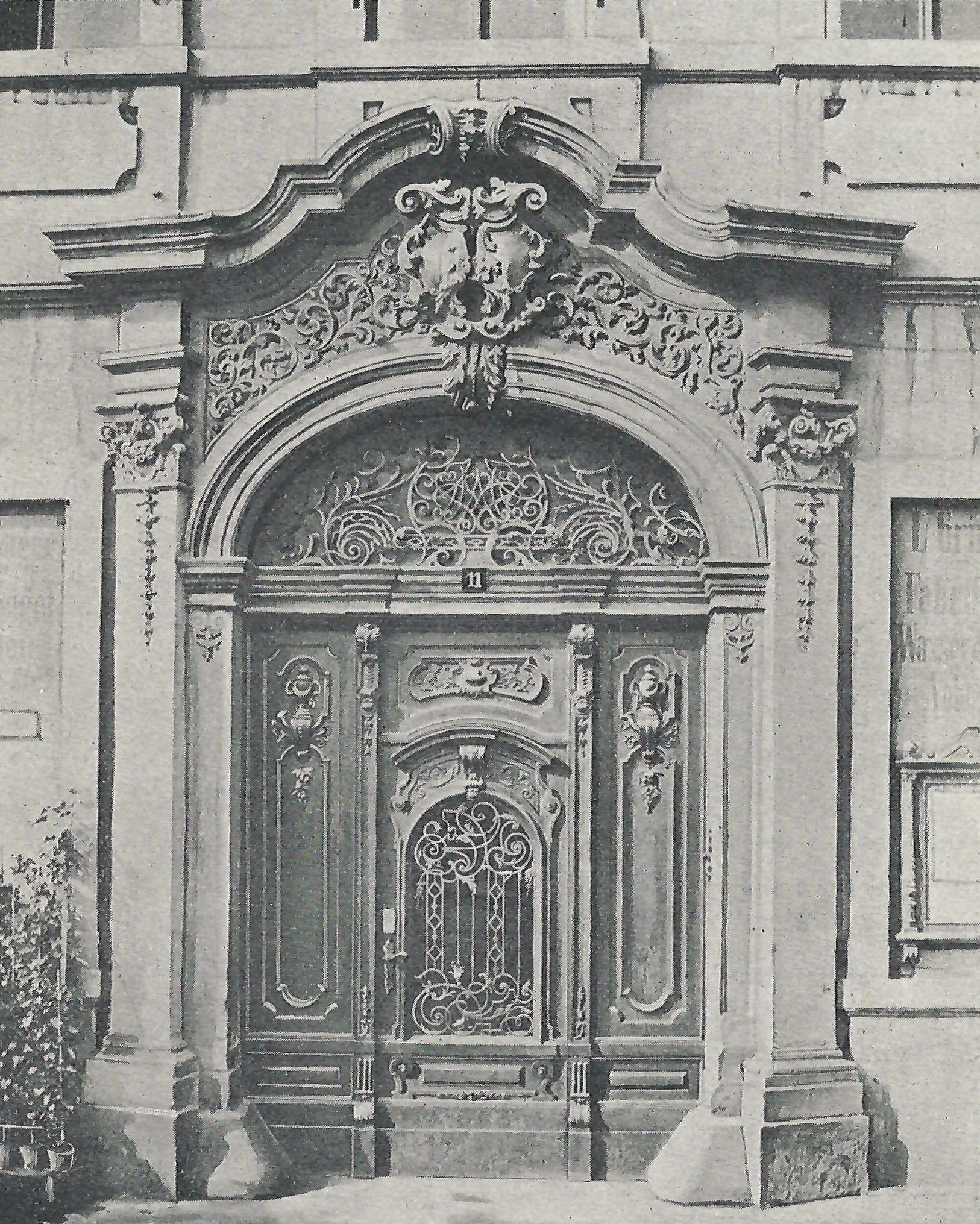
Portal des Hauses, 1902 oder früher

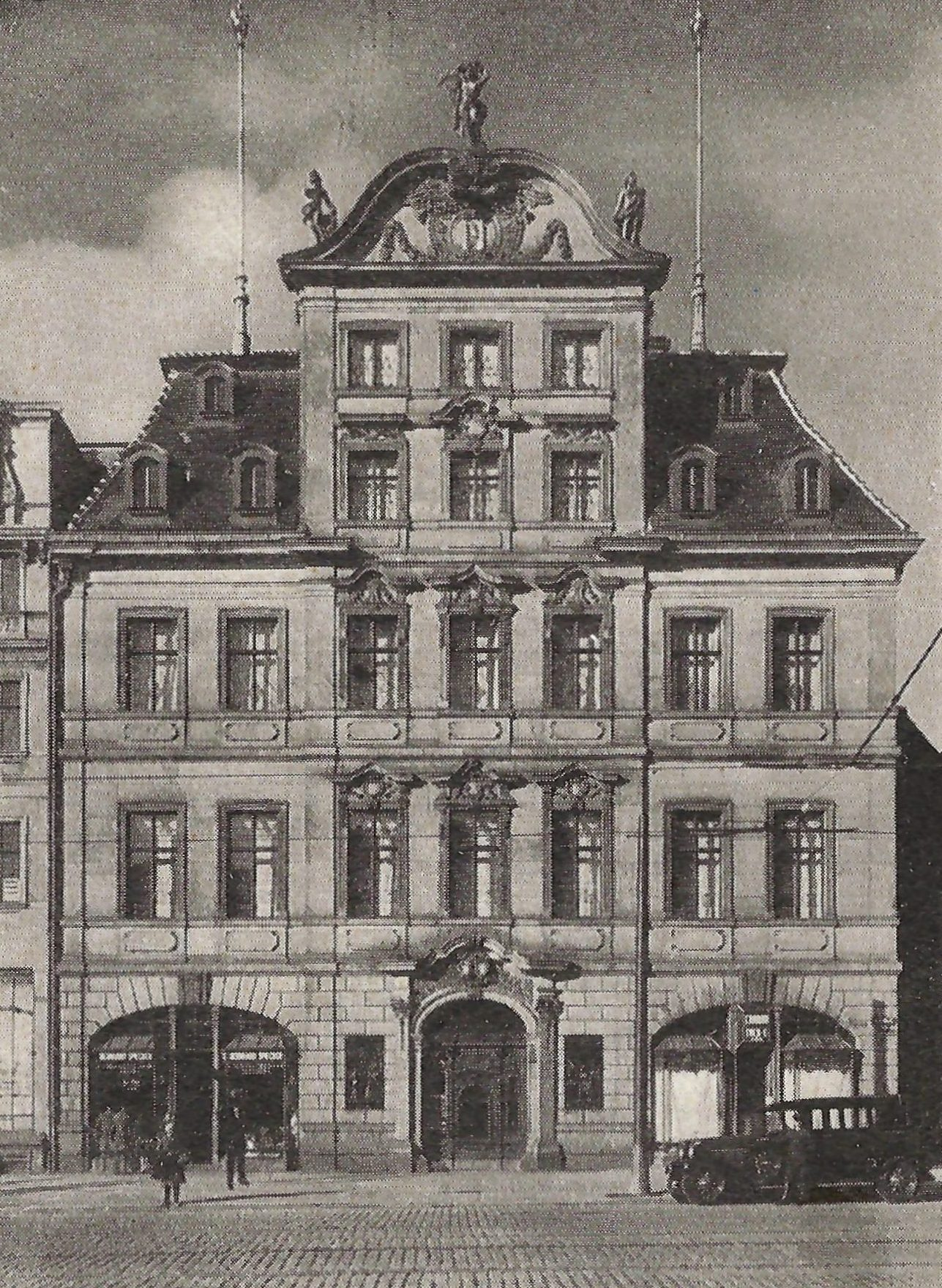
Vor 1931

Das Haus Zum goldenen Greif, auch als Das grüne Haus bezeichnet, war ein Gebäude in Magdeburg im heutigen Sachsen-Anhalt. Es wurde während des Zweiten Weltkriegs zerstört und gilt als verloren gegangenes Baudenkmal. Ein weiteres Gebäude diesen Namens aus dem Spätbarock befindet sich in der Neubaugasse 62 in Wien.

## Lage
Es befand sich in der Magdeburger Altstadt auf der Südseite des Alten Markts an der damaligen Adresse Alter Markt 11. Westlich des Gebäudes mündete die schmale Gasse Fettehennenstraße in den Alten Markt.

## Architektur und Geschichte
Das Anwesen gehörte im Jahr 1525 einem Mitglied der Familie Lose. Für 1544 und 1548 ist als Eigentümer Moritz Alemann dokumentiert. Ihm folgte sein Sohn, der Magdeburger Bürgermeister Martin Alemann nach. Das Anwesen blieb weiter im Besitz der Alemanns. Als nächster Eigentümer ist der Sohn Martin Alemanns, Johann Martin Alemann, überliefert und schließlich dessen Sohn Johann Alemann. In seine Zeit fiel die Zerstörung Magdeburgs im Jahr 1631 durch kaiserliche Truppen. Johann Alemann unterstützte die kaiserliche Seite und musste sich während der Belagerung außerhalb der Stadt auf seinem Gut in Sohlen aufhalten. Er war häufiger im Hauptquartier der kaiserlichen Truppen in Westerhüsen zugegen. Seine Familie wohnte jedoch weiter im Gebäude. Bei der Erstürmung Magdeburgs am 10. Mai 1631 retteten sich viele Personen in das Haus Alemanns in der Hoffnung, dass dieser für die Sicherheit seiner Familie sorgen würde. So flüchteten auch drei Magdeburger Bürgermeister, darunter Otto Gericke und Georg Kühlewein, in das Gebäude. Eine Sage schreibt diese Ereignisse fälschlich dem Haus Zum 10. Mai am Breiten Weg zu.
Die Witwe des 1634 verstorbenen Johann Alemann, Elisabet Alemann, geborene Dhuis, errichtete auf dem Grundstück ein kleines Haus und veräußerte es 1662 gemeinsam mit einem Gewandschnittrecht für 1200 Taler an den Kaufmann Georg Giese. Giese errichtete ein neues Gebäude. 1663 vermietete er einen dort befindlichen Tuch- und Seidenladen, eine Küche und drei Stuben für 50 Taler jährlich an den Gewandschneider Joachim Dreyer junior. Das Anwesen wurde länger als Laden eines Gewandschneiders genutzt, so ist es nicht nur 1645, sondern auch 1671, 1695 und 1715 in den Listen der Magdeburger Gewandschneiderinnung aufgeführt. Für das Jahr 1683 wird das Haus auch als Wohnsitz des Händlers David Esaias Siebenhaar genannt. Eine letzte Erwähnung von Georg Giese liegt aus dem Jahr 1702 vor, 1711 wird seine Witwe genannt. Im Jahr 1714 veräußerte Jakob Giese das Haus an Joachim Köpke für 2700 Taler, der es jedoch bereits 1716 für den gleichen Preis an den Tuchhändler Johann Andreas Scheller verkaufte.
Scheller ließ 1719 durch den Architekten Preusser ein neues dreigeschossiges Gebäude im Stil des Barock errichten, das bis zum Zweiten Weltkrieg bestand und das Erscheinungsbild des Marktplatzes wesentlich mitprägte. Es galt als eines der schönsten Baudenkmäler der Stadt. Die siebenachsige Fassade aus Sandstein war verputzt, die mittleren drei Achsen traten als flacher Mittelrisalit hervor. Die Fensteröffnungen dieses Mittelteils waren durch aufwändig verzierte Verdachungen betont. Oberhalb des Risalits erhob sich ein zweigeschossiges, ebenfalls dreiachsig ausgeführtes Zwerchhaus. Bekrönt wurde das Zwerchhaus von einem gesprengten Segmentbogengiebel, auf dem sich drei Figuren befanden. Die vertikale Gliederung erfolgte mittels Lisenen. Mittig im Erdgeschoss befand sich ein üppig verziertes Korbbogenportal, in dessen Bekrönung sich eine Wappendarstellung befand. Seitlich des Portals befanden sich Pilaster. Zum Anwesen gehörte ein an der Fettehennenstraße befindliches Hinterhaus.
Im Jahr 1761 wird als Eigentümer ein Mitglied der Familie Coqui genannt. Etwa März 1760 bis Februar 1763 wohnte der Prinz August Ferdinand von Preußen mit seiner Ehefrau Anna Elisabeth Luise von Brandenburg-Schwedt zur Miete im Haus, da der preußische Hofe, bedingt durch den Siebenjährigen Krieg, vorübergehend seinen Sitz in die Festungsstadt Magdeburg verlegt hatte. 1761 wurde ihr erstes Kind Friederike (1761–1773) geboren. Der Prinz bat den Magistrat am 27. Dezember 1761, den direkt vor dem Haus angesiedelten Fischmarkt zu verlegen, da er die Einfahrt zum Gebäude behindere. Tatsächlich wurde der Bitte gefolgt und der Markt zeitweise verlegt. 1768 befand sich der Fischmarkt wieder vor dem Haus. Der neue Eigentümer Hauptmann von Götz bat im Sommer 1768 wieder um eine Verlegung, diesmal kam man dem Wunsch jedoch nicht nach.
In der Zeit um 1817 und 1823 gehörte das Haus dem Bürgermeister Johann Kaspar Coqui.

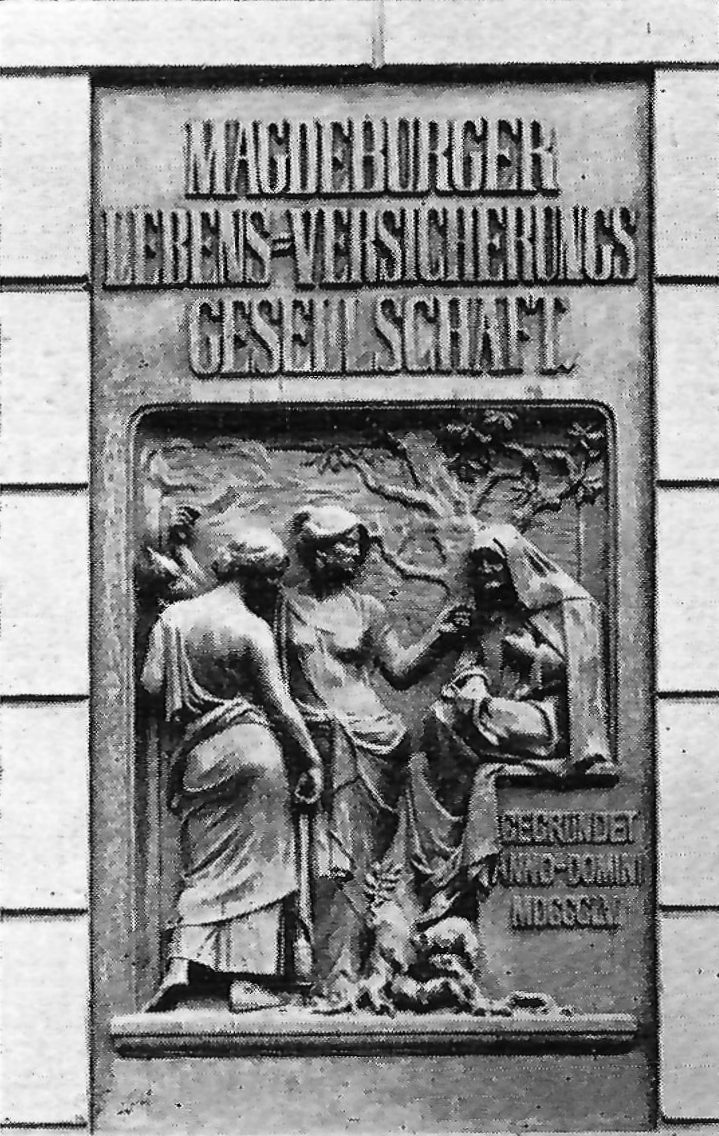
Tafel links des Eingangs

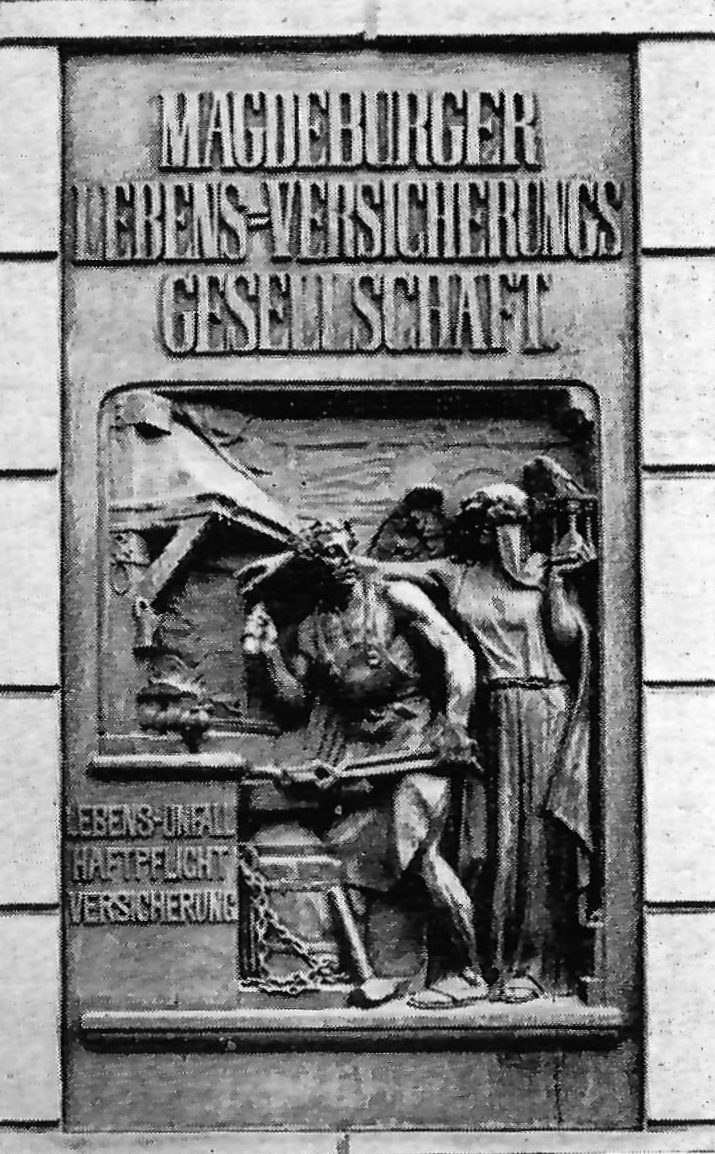
Rechte Tafel

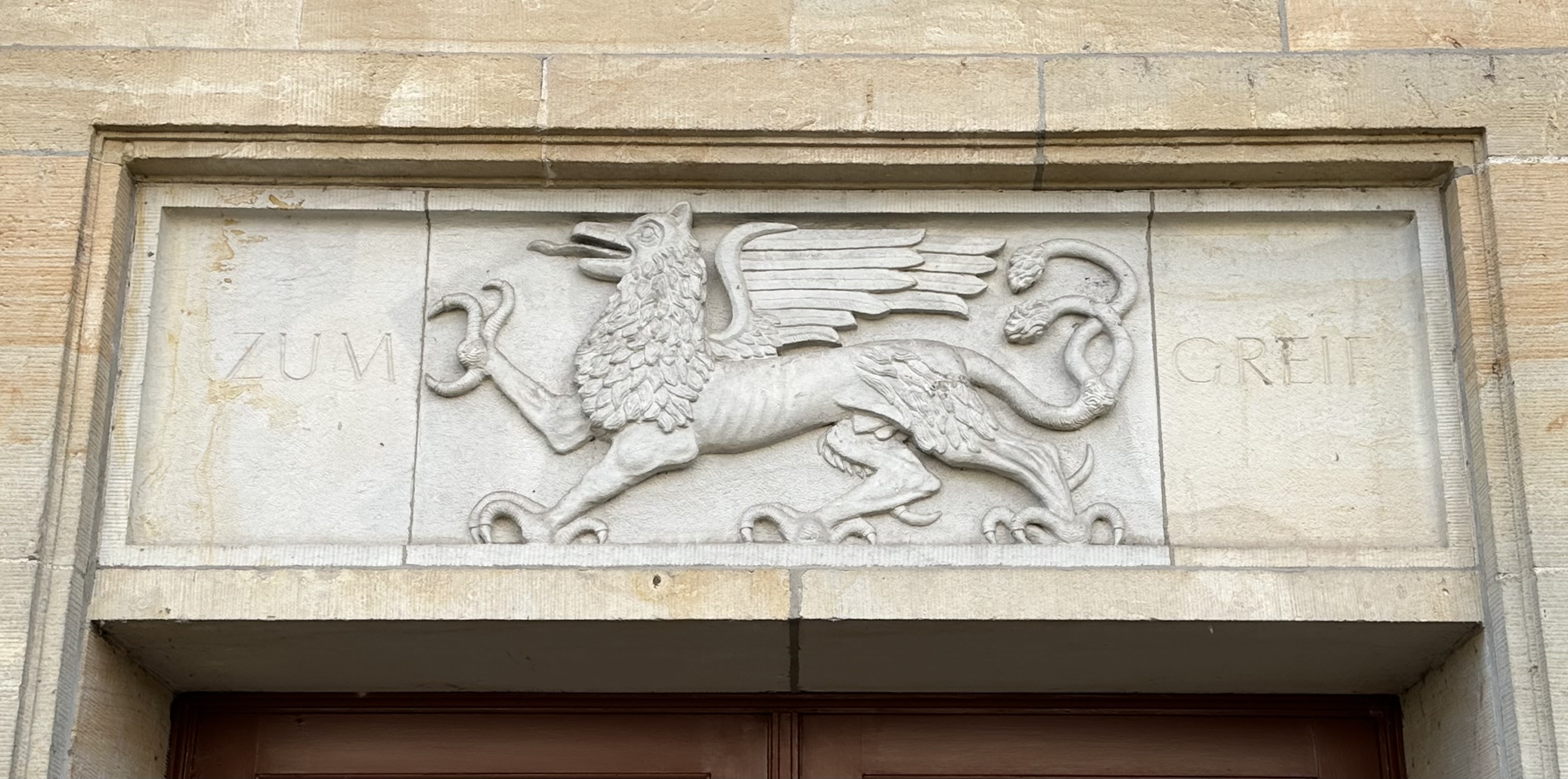
Hauszeichen ZUM GREIF, 2024

Im 20. Jahrhundert war das Haus Zum goldenen Greif Sitz der Magdeburger Lebens-Versicherungs-Gesellschaft. Der Bildhauer Otto Richter schuf zwei Bronzetafeln, die links und rechts des Eingangsportals angebracht wurden. Sie verwiesen mit allegorischen Darstellungen auf die Tätigkeitsfelder der Versicherung. Eine Tafel zeigte drei Parzen, Schicksalsgöttinnen, als Symbol der Lebensversicherung. Die andere Tafel stellte einen kräftigen Schmied dar, der plötzlich während der Arbeit von einem Todesengel abberufen wird. Es war für Hinterbleibende als Mahnung gedacht, rechtzeitige Vorsorge durch Abschluss einer Lebensversicherung zu treffen. Im Haus befand sich das Blumengeschäft B. Spiecker sowie der Schuhladen Tack & Cie.
Während des Zweiten Weltkriegs wurde das Gebäude bei Luftangriffen zerstört. Heute befindet sich dort eine in der Nachkriegszeit entstandene neue Wohnbebauung. Über dem Eingang des Hauses Alter Markt 4 wurde zur Erinnerung 1954 ein nachempfundenes Hauszeichen mit dem Schriftzug ZUM GREIF angebracht. Es wurde von der Firma Paul Schuster aus Sandstein gefertigt.